# Interlands Marokkaans voetbalelftal 2010-2019
Deze pagina toont een chronologisch en gedetailleerd overzicht van de interlands die het Marokkaans voetbalelftal speelt en heeft gespeeld in de periode 2010 – 2019.

## Interlands

### 2010
|                                                                  |                                       |       |                    |                                                                    |
| 11 augustus Vriendschappelijk № 528 «onderlinge duels» 21:00 uur | Marokko                               | 2 – 1 | Equatoriaal-Guinea | Stade Moulay Abdallah, Rabat Scheidsrechter: Djamel Haimoudi (ALG) |
| 11 augustus Vriendschappelijk № 528 «onderlinge duels» 21:00 uur | Youssouf Hadji 65' Youssouf Hadji 79' |       | 38' Anselmo Eyegue | Stade Moulay Abdallah, Rabat Scheidsrechter: Djamel Haimoudi (ALG) |

|                                                                             |         |       |                               |                                                                                         |
| 4 september Kwalificatie AK 2012 Groep D № 529 «onderlinge duels» 22:00 uur | Marokko | 0 – 0 | Centraal-Afrikaanse Republiek | Stade Moulay Abdellah, Rabat Toeschouwers: 20.000 Scheidsrechter: Koman Coulibaly (MLI) |
| 4 september Kwalificatie AK 2012 Groep D № 529 «onderlinge duels» 22:00 uur |         |       |                               | Stade Moulay Abdellah, Rabat Toeschouwers: 20.000 Scheidsrechter: Koman Coulibaly (MLI) |

|                                                                           |          |                        |         | |
| 9 oktober Kwalificatie AK 2012 Groep D № 530 «onderlinge duels» 16:00 uur | Tanzania | 0 – 1                  | Marokko | Benjamin Mkapastadion, Dar es Salaam Toeschouwers: 55.000 Scheidsrechter: Rajindraparsad Seechurn (MRI) |
| 9 oktober Kwalificatie AK 2012 Groep D № 530 «onderlinge duels» 16:00 uur |          | 42' Mounir El Hamdaoui |         | Benjamin Mkapastadion, Dar es Salaam Toeschouwers: 55.000 Scheidsrechter: Rajindraparsad Seechurn (MRI) |

|                                                                  |                           |       |                      |                                                                                   |
| 17 november Vriendschappelijk № 531 «onderlinge duels» 19:45 uur | Noord-Ierland             | 1 – 1 | Marokko              | Windsor Park, Belfast Toeschouwers: 15.000 Scheidsrechter: Tom Harald Hagen (NOR) |
| 17 november Vriendschappelijk № 531 «onderlinge duels» 19:45 uur | Rory Patterson 86' (pen.) |       | 55' Marouane Chamakh | Windsor Park, Belfast Toeschouwers: 15.000 Scheidsrechter: Tom Harald Hagen (NOR) |

### 2011
|                                                                 |                                                                       |       |       |                               |
| 9 februari Vriendschappelijk № 532 «onderlinge duels» 20:00 uur | Marokko                                                               | 3 – 0 | Niger | Stade de Marrakech, Marrakech |
| 9 februari Vriendschappelijk № 532 «onderlinge duels» 20:00 uur | Mbark Boussoufa 16' Mbark Boussoufa 84' (pen.) Mohamed El Bakkali 90' |       |       | Stade de Marrakech, Marrakech |

|                                                               |                        |       |                                |                               |
| 30 maart Vriendschappelijk № 533 «onderlinge duels» 20:00 uur | Marokko                | 1 – 1 | Botswana                       | Stade de Marrakech, Marrakech |
| 30 maart Vriendschappelijk № 533 «onderlinge duels» 20:00 uur | Hassan Taïr 48' (pen.) |       | 71' (pen.) Moemedi Moatlhaping | Stade de Marrakech, Marrakech |

|                                                                        |                                                                               |       |          |                                                                                          |
| 4 juni Kwalificatie AK 2012 Groep D № 534 «onderlinge duels» 20:00 uur | Marokko                                                                       | 4 – 0 | Algerije | Stade de Marrakech, Marrakech Toeschouwers: 20.000 Scheidsrechter: Noumandiez Doué (CIV) |
| 4 juni Kwalificatie AK 2012 Groep D № 534 «onderlinge duels» 20:00 uur | Mehdi Benatia 26' Marouane Chamakh 38' Youssouf Hadji 60' Oussama Assaïdi 69' |       |          | Stade de Marrakech, Marrakech Toeschouwers: 20.000 Scheidsrechter: Noumandiez Doué (CIV) |

|                                                                             |         |                                         |         |                                                                                             |
| 10 augustus Kwalificatie AK 2012 Groep D № 535 «onderlinge duels» 20:00 uur | Senegal | 0 – 2                                   | Marokko | Stade Léopold Sédar Senghor, Dakar Toeschouwers: 8.000 Scheidsrechter: Bakary Gassama (GAM) |
| 10 augustus Kwalificatie AK 2012 Groep D № 535 «onderlinge duels» 20:00 uur |         | 9' Houssine Kharja 24' Youssef El-Arabi |         | Stade Léopold Sédar Senghor, Dakar Toeschouwers: 8.000 Scheidsrechter: Bakary Gassama (GAM) |

|                                                                             |                               |       |         | |
| 4 september Kwalificatie AK 2012 Groep D № 536 «onderlinge duels» 15:00 uur | Centraal-Afrikaanse Republiek | 0 – 0 | Marokko | Complexe Sportif Barthélémy Boganda, Bangui Toeschouwers: 20.000 Scheidsrechter: Slim Jedidi (TUN) |
| 4 september Kwalificatie AK 2012 Groep D № 536 «onderlinge duels» 15:00 uur |                               |       |         | Complexe Sportif Barthélémy Boganda, Bangui Toeschouwers: 20.000 Scheidsrechter: Slim Jedidi (TUN) |

|                                                                           |                                                           |       |                 |                                                                                         |
| 9 oktober Kwalificatie AK 2012 Groep D № 537 «onderlinge duels» 19:30 uur | Marokko                                                   | 3 – 1 | Tanzania        | Stade de Marrakech, Marrakech Toeschouwers: 38.000 Scheidsrechter: Bakary Gassama (GAM) |
| 9 oktober Kwalificatie AK 2012 Groep D № 537 «onderlinge duels» 19:30 uur | Marouane Chamakh 20' Adel Taarabt 69' Mbark Boussoufa 90' |       | 39' Abdi Kassim | Stade de Marrakech, Marrakech Toeschouwers: 38.000 Scheidsrechter: Bakary Gassama (GAM) |

|                                                                  |         |                     |         |                                                    |
| 11 november Vriendschappelijk № 538 «onderlinge duels» 19:30 uur | Marokko | 0 – 1               | Oeganda | Stade de Marrakech, Marrakech Toeschouwers: 10.000 |
| 11 november Vriendschappelijk № 538 «onderlinge duels» 19:30 uur |         | 47' Mike Sserumagga |         | Stade de Marrakech, Marrakech Toeschouwers: 10.000 |

|                                                                  |                      |       |                  |                                                                                         |
| 13 november Vriendschappelijk № 539 «onderlinge duels» 17:45 uur | Marokko              | 1 – 1 | Kameroen         | Stade de Marrakech, Marrakech Toeschouwers: 20.000 Scheidsrechter: Mokhtar Amalou (ALG) |
| 13 november Vriendschappelijk № 539 «onderlinge duels» 17:45 uur | Nordin Amrabat 90+3' |       | 73' Samuel Eto'o | Stade de Marrakech, Marrakech Toeschouwers: 20.000 Scheidsrechter: Mokhtar Amalou (ALG) |

### 2012
| Afrikaans kampioenschap 2012 |
| ---------------------------- |

|                                                                               |                     |       |                                     |                                                                                        |
| 23 januari Afrikaans kampioenschap Groep C № 540 «onderlinge duels» 20:00 uur | Marokko             | 1 – 2 | Tunesië                             | Stade d'Angondjé, Libreville Toeschouwers: 18.000 Scheidsrechter: Daniel Bennett (RSA) |
| 23 januari Afrikaans kampioenschap Groep C № 540 «onderlinge duels» 20:00 uur | Houssine Kharja 86' |       | 36' Khaled Korbi 76' Youssef Mskani | Stade d'Angondjé, Libreville Toeschouwers: 18.000 Scheidsrechter: Daniel Bennett (RSA) |

|                                                                               |                                                                             |       |                                           |                                                                                        |
| 27 januari Afrikaans kampioenschap Groep C № 541 «onderlinge duels» 20:00 uur | Gabon                                                                       | 3 – 2 | Marokko                                   | Stade d'Angondjé, Libreville Toeschouwers: 35.000 Scheidsrechter: Bakary Gassama (GAM) |
| 27 januari Afrikaans kampioenschap Groep C № 541 «onderlinge duels» 20:00 uur | Pierre-Emerick Aubameyang 77' Daniel Cousin 79' Bruno Zita Mbanangoyé 90+7' |       | 25' Houssine Kharja 90+1' Houssine Kharja | Stade d'Angondjé, Libreville Toeschouwers: 35.000 Scheidsrechter: Bakary Gassama (GAM) |

|                                                                               |       |                     |         |                                                                                            |
| 31 januari Afrikaans kampioenschap Groep C № 542 «onderlinge duels» 19:00 uur | Niger | 0 – 1               | Marokko | Stade d'Angondjé, Libreville Toeschouwers: 4.000 Scheidsrechter: Hamada Nampiandraza (MAD) |
| 31 januari Afrikaans kampioenschap Groep C № 542 «onderlinge duels» 19:00 uur |       | 79' Younès Belhanda |         | Stade d'Angondjé, Libreville Toeschouwers: 4.000 Scheidsrechter: Hamada Nampiandraza (MAD) |

|  |  |  |  |  |  |  |  |  |

|                                                                  |                                          |       |              |                                                                                         |
| 29 februari Vriendschappelijk № 543 «onderlinge duels» 18:00 uur | Marokko                                  | 2 – 0 | Burkina Faso | Stade de Marrakech, Marrakech Toeschouwers: 25.000 Scheidsrechter: Lemghaifry Ali (MTN) |
| 29 februari Vriendschappelijk № 543 «onderlinge duels» 18:00 uur | Mbark Boussoufa 17' Youssef El Arabi 63' |       |              | Stade de Marrakech, Marrakech Toeschouwers: 25.000 Scheidsrechter: Lemghaifry Ali (MTN) |

|                                                             |         |                   |         |                                                                      |
| 25 mei Vriendschappelijk № 544 «onderlinge duels» 19:00 uur | Marokko | 0 – 1             | Senegal | Stade de Marrakech, Marrakech Scheidsrechter: Nasrallah Jawadi (TUN) |
| 25 mei Vriendschappelijk № 544 «onderlinge duels» 19:00 uur |         | 10' Moussa Konaté |         | Stade de Marrakech, Marrakech Scheidsrechter: Nasrallah Jawadi (TUN) |

|                                                                        |                  |       |                     |                                                                                         |
| 2 juni Kwalificatie WK 2014 Groep C № 545 «onderlinge duels» 16:30 uur | Gambia           | 1 – 1 | Marokko             | Onafhankelijkheidsstadion, Bakau Toeschouwers: 15.000 Scheidsrechter: Sidi Alioum (CMR) |
| 2 juni Kwalificatie WK 2014 Groep C № 545 «onderlinge duels» 16:30 uur | Abdou Jammeh 15' |       | 76' Houssine Kharja | Onafhankelijkheidsstadion, Bakau Toeschouwers: 15.000 Scheidsrechter: Sidi Alioum (CMR) |

|                                                                        |                                           |       |                                 |                                                                                       |
| 9 juni Kwalificatie WK 2014 Groep C № 546 «onderlinge duels» 20:00 uur | Marokko                                   | 2 – 2 | Ivoorkust                       | Stade de Marrakech, Marrakech Toeschouwers: 36.000 Scheidsrechter: Gehad Grisha (EGY) |
| 9 juni Kwalificatie WK 2014 Groep C № 546 «onderlinge duels» 20:00 uur | Houssine Kharja 42' Hamza Abourazzouk 89' |       | 8' Salomon Kalou 60' Kolo Touré | Stade de Marrakech, Marrakech Toeschouwers: 36.000 Scheidsrechter: Gehad Grisha (EGY) |

|                                                                     |                                                                                       |       |         |                                                                                |
| 23 juni Arab Nations Cup Groep B № 547 «onderlinge duels» 18:15 uur | Marokko                                                                               | 4 – 0 | Bahrein | Prins Abdullah al-Faisalstadion, Jeddah Scheidsrechter: Abdullah Balideh (QAT) |
| 23 juni Arab Nations Cup Groep B № 547 «onderlinge duels» 18:15 uur | Brahim El Bahri 15' Yassine Salhi 77' Waleed Al-Hayam 83' Abdessalam Benjelloun 90+3' |       |         | Prins Abdullah al-Faisalstadion, Jeddah Scheidsrechter: Abdullah Balideh (QAT) |

|                                                                     |       |       |         |                                                                               |
| 26 juni Arab Nations Cup Groep B № 548 «onderlinge duels» 21:00 uur | Libië | 0 – 0 | Marokko | Prins Abdullah al-Faisalstadion, Jeddah Scheidsrechter: Djamel Haimoudi (ALG) |
| 26 juni Arab Nations Cup Groep B № 548 «onderlinge duels» 21:00 uur |       |       |         | Prins Abdullah al-Faisalstadion, Jeddah Scheidsrechter: Djamel Haimoudi (ALG) |

|                                                                     |       |                                                                                       |         |                                                                                   |
| 29 juni Arab Nations Cup Groep B № 549 «onderlinge duels» 19:45 uur | Jemen | 0 – 4                                                                                 | Marokko | Prins Abdullah al-Faisalstadion, Jeddah Scheidsrechter: Abdulrahman Al-Amri (KSA) |
| 29 juni Arab Nations Cup Groep B № 549 «onderlinge duels» 19:45 uur |       | 10' (pen.) Yassine Salhi 48' Yassine Salhi 58' Yassine Salhi 63' (pen.) Yassine Salhi |         | Prins Abdullah al-Faisalstadion, Jeddah Scheidsrechter: Abdulrahman Al-Amri (KSA) |

|                                                                         |                                         |       |                            |                                                                               |
| 3 juli Arab Nations Cup Halve finale № 550 «onderlinge duels» 21:30 uur | Marokko                                 | 2 – 1 | Irak                       | Prins Abdullah al-Faisalstadion, Jeddah Scheidsrechter: Djamel Haimoudi (ALG) |
| 3 juli Arab Nations Cup Halve finale № 550 «onderlinge duels» 21:30 uur | Oussama El Gharib 23' Yassine Salhi 28' |       | 90+6' (pen.) Mustafa Karim | Prins Abdullah al-Faisalstadion, Jeddah Scheidsrechter: Djamel Haimoudi (ALG) |

|                                                                   |                     |       |                    |                                                                           |
| 6 juli Arab Nations Cup Finale № 551 «onderlinge duels» 21:00 uur | Libië               | 1 – 1 | Marokko            | Prins Abdullah al-Faisalstadion, Jeddah Scheidsrechter: Slim Jedidi (TUN) |
| 6 juli Arab Nations Cup Finale № 551 «onderlinge duels» 21:00 uur | Faisal Al-Badri 89' |       | 5' Brahim El Bahri | Prins Abdullah al-Faisalstadion, Jeddah Scheidsrechter: Slim Jedidi (TUN) |

|                                                                  |                     |       |                                       |                                                                  |
| 15 augustus Vriendschappelijk № 552 «onderlinge duels» 22:00 uur | Marokko             | 1 – 2 | Guinee                                | Stade Moulay Abdallah, Rabat Scheidsrechter: Badara Diatta (SEN) |
| 15 augustus Vriendschappelijk № 552 «onderlinge duels» 22:00 uur | Yassine Salhi 90+1' |       | 12' Mamoudou Mara 25' Ismaël Bangoura | Stade Moulay Abdallah, Rabat Scheidsrechter: Badara Diatta (SEN) |

|                                                                                  |                                     |       |         |                                                                  |
| 9 september Kwalificatie AK 2013 Tweede ronde № 553 «onderlinge duels» 15:00 uur | Mozambique                          | 2 – 0 | Marokko | Estádio do Zimpeto, Maputo Scheidsrechter: Sylvester Kirwa (KEN) |
| 9 september Kwalificatie AK 2013 Tweede ronde № 553 «onderlinge duels» 15:00 uur | Almiro Lobo 74' Elias Pelembe 90+3' |       |         | Estádio do Zimpeto, Maputo Scheidsrechter: Sylvester Kirwa (KEN) |

|                                                                                 |                                                                                     |       |            |                                                                                      |
| 13 oktober Kwalificatie AK 2013 Tweede ronde № 554 «onderlinge duels» 20:00 uur | Marokko                                                                             | 4 – 0 | Mozambique | Stade de Marrakech, Marrakech Toeschouwers: 40.000 Scheidsrechter: Sidi Alioum (CMR) |
| 13 oktober Kwalificatie AK 2013 Tweede ronde № 554 «onderlinge duels» 20:00 uur | Abdelaziz Barrada 38' Houssine Kharja 64' Youssef El Arabi 85' Nordin Amrabat 90+3' |       |            | Stade de Marrakech, Marrakech Toeschouwers: 40.000 Scheidsrechter: Sidi Alioum (CMR) |

|                                                                  |         |                       |      |                                                                   |
| 14 november Vriendschappelijk № 555 «onderlinge duels» 18:00 uur | Marokko | 0 – 1                 | Togo | Stade Mohammed V, Casablanca Scheidsrechter: Bakary Gassama (GAM) |
| 14 november Vriendschappelijk № 555 «onderlinge duels» 18:00 uur |         | 75' Emmanuel Adebayor |      | Stade Mohammed V, Casablanca Scheidsrechter: Bakary Gassama (GAM) |

|                                                                  |                                                                |       |       |                                                            |
| 12 december Vriendschappelijk № 556 «onderlinge duels» 20:00 uur | Marokko                                                        | 3 – 0 | Niger | Stade El Abdi, El Jadida Scheidsrechter: Kouamé Ndri (CIV) |
| 12 december Vriendschappelijk № 556 «onderlinge duels» 20:00 uur | Abderrazak Hamdallah 2' Zakaria Hadraf 37' Mouhcine Iajour 51' |       |       | Stade El Abdi, El Jadida Scheidsrechter: Kouamé Ndri (CIV) |

### 2013
|                                                                |        |       |         |                                                              |
| 8 januari Vriendschappelijk № 557 «onderlinge duels» 20:00 uur | Zambia | 0 – 0 | Marokko | Soccer City, Johannesburg Scheidsrechter: Victor Gomes (RSA) |
| 8 januari Vriendschappelijk № 557 «onderlinge duels» 20:00 uur |        |       |         | Soccer City, Johannesburg Scheidsrechter: Victor Gomes (RSA) |

|                                                                 |                                            |       |         |                                                              |
| 12 januari Vriendschappelijk № 558 «onderlinge duels» 20:00 uur | Marokko                                    | 2 – 0 | Namibië | Soccer City, Johannesburg Scheidsrechter: Victor Gomes (RSA) |
| 12 januari Vriendschappelijk № 558 «onderlinge duels» 20:00 uur | Mounir El Hamdaoui 2' Youssef Kaddioui 81' |       |         | Soccer City, Johannesburg Scheidsrechter: Victor Gomes (RSA) |

| Afrikaans kampioenschap 2013 |
| ---------------------------- |

|                                                                               |        |       |         |                                                                                    |
| 19 januari Afrikaans kampioenschap Groep A № 559 «onderlinge duels» 21:00 uur | Angola | 0 – 0 | Marokko | Soccer City, Johannesburg Toeschouwers: 25.000 Scheidsrechter: Diatta Badara (SEN) |
| 19 januari Afrikaans kampioenschap Groep A № 559 «onderlinge duels» 21:00 uur |        |       |         | Soccer City, Johannesburg Toeschouwers: 25.000 Scheidsrechter: Diatta Badara (SEN) |

|                                                                               |                      |       |                 |                                                                                       |
| 23 januari Afrikaans kampioenschap Groep A № 560 «onderlinge duels» 20:00 uur | Marokko              | 1 – 1 | Kaapverdië      | Moses Mabhidastadion, Durban Toeschouwers: 25.000 Scheidsrechter: Janny Sikazwe (ZAM) |
| 23 januari Afrikaans kampioenschap Groep A № 560 «onderlinge duels» 20:00 uur | Youssef El-Arabi 78' |       | 36' Luís Soares | Moses Mabhidastadion, Durban Toeschouwers: 25.000 Scheidsrechter: Janny Sikazwe (ZAM) |

|                                                                               |                                         |       |                                         |                                                                                        |
| 27 januari Afrikaans kampioenschap Groep A № 561 «onderlinge duels» 19:00 uur | Zuid-Afrika                             | 2 – 2 | Marokko                                 | Moses Mabhidastadion, Durban Toeschouwers: 45.000 Scheidsrechter: Bakary Gassama (GAM) |
| 27 januari Afrikaans kampioenschap Groep A № 561 «onderlinge duels» 19:00 uur | May Mahlangu 71' Siyabonga Sangweni 86' |       | 10' Issam El Adoua 82' Abdelilah Hafidi | Moses Mabhidastadion, Durban Toeschouwers: 45.000 Scheidsrechter: Bakary Gassama (GAM) |

|  |  |  |  |  |  |  |  |  |

|                                                                          |                                                            |       |                      |                                                                                                |
| 24 maart Kwalificatie WK 2014 Groep C № 562 «onderlinge duels» 14:00 uur | Tanzania                                                   | 3 – 1 | Marokko              | Benjamin Mkapastadion, Dar es Salaam Toeschouwers: 40.000 Scheidsrechter: Helder Martins (ANG) |
| 24 maart Kwalificatie WK 2014 Groep C № 562 «onderlinge duels» 14:00 uur | Thomas Ulimwengu 46' Mbwana Samatta 67' Mbwana Samatta 79' |       | 90' Youssef El-Arabi | Benjamin Mkapastadion, Dar es Salaam Toeschouwers: 40.000 Scheidsrechter: Helder Martins (ANG) |

|                                                                        |                                                      |       |                 |                                                                                         |
| 8 juni Kwalificatie WK 2014 Groep C № 563 «onderlinge duels» 20:00 uur | Marokko                                              | 2 – 1 | Tanzania        | Stade de Marrakech, Marrakech Toeschouwers: 15.000 Scheidsrechter: Daniel Bennett (RSA) |
| 8 juni Kwalificatie WK 2014 Groep C № 563 «onderlinge duels» 20:00 uur | Abderrazak Hamdallah 39' (pen.) Youssef El-Arabi 51' |       | 26' Amri Kiemba | Stade de Marrakech, Marrakech Toeschouwers: 15.000 Scheidsrechter: Daniel Bennett (RSA) |

|                                                                         |                                           |       |        |                                                                                           |
| 15 juni Kwalificatie WK 2014 Groep C № 564 «onderlinge duels» 20:00 uur | Marokko                                   | 2 – 0 | Gambia | Stade de Marrakech, Marrakech Toeschouwers: 15.000 Scheidsrechter: Mohamed Al Fadil (SUD) |
| 15 juni Kwalificatie WK 2014 Groep C № 564 «onderlinge duels» 20:00 uur | Abdelaziz Barrada 3' Youssef El-Arabi 51' |       |        | Stade de Marrakech, Marrakech Toeschouwers: 15.000 Scheidsrechter: Mohamed Al Fadil (SUD) |

|                                                                  |         |                            |         |                                                                          |
| 6 juli Kwalificatie CHAN 2014 № 565 «onderlinge duels» 20:00 uur | Tunesië | 0 – 1                      | Marokko | Stade Olympique de Sousse, Sousse Scheidsrechter: Maguette N'Diaye (SEN) |
| 6 juli Kwalificatie CHAN 2014 № 565 «onderlinge duels» 20:00 uur |         | 90' Abdessamad El Moubarki |         | Stade Olympique de Sousse, Sousse Scheidsrechter: Maguette N'Diaye (SEN) |

|                                                                   |         |       |         |                                                                        |
| 13 juli Kwalificatie CHAN 2014 № 566 «onderlinge duels» 20:00 uur | Marokko | 0 – 0 | Tunesië | Stade Olympique de Sousse, Sousse Scheidsrechter: Bamlak Tessema (ETH) |
| 13 juli Kwalificatie CHAN 2014 № 566 «onderlinge duels» 20:00 uur |         |       |         | Stade Olympique de Sousse, Sousse Scheidsrechter: Bamlak Tessema (ETH) |

|                                                                  |                       |       |                                     |                                                                 |
| 14 augustus Vriendschappelijk № 567 «onderlinge duels» 20:00 uur | Marokko               | 1 – 2 | Burkina Faso                        | Stade Ibn Batouta, Tanger Scheidsrechter: Malang Diedhiou (SEN) |
| 14 augustus Vriendschappelijk № 567 «onderlinge duels» 20:00 uur | Abdelaziz Barrada 64' |       | 8' Bertrand Traoré 51' Abdou Traoré | Stade Ibn Batouta, Tanger Scheidsrechter: Malang Diedhiou (SEN) |

|                                                                             |                          |       |                      |                                                                                                  |
| 7 september Kwalificatie WK 2014 Groep C № 568 «onderlinge duels» 17:00 uur | Ivoorkust                | 1 – 1 | Marokko              | Stade Félix Houphouët-Boigny, Abidjan Toeschouwers: 20.000 Scheidsrechter: Bernard Camille (SEY) |
| 7 september Kwalificatie WK 2014 Groep C № 568 «onderlinge duels» 17:00 uur | Didier Drogba 83' (pen.) |       | 53' Youssef El-Arabi | Stade Félix Houphouët-Boigny, Abidjan Toeschouwers: 20.000 Scheidsrechter: Bernard Camille (SEY) |

|                                                                 |                    |       |                  |                                                                               |
| 11 oktober Vriendschappelijk № 569 «onderlinge duels» 20:00 uur | Marokko            | 1 – 1 | Zuid-Afrika      | Stade Adrar, Agadir Toeschouwers: 44.000 Scheidsrechter: Slim Belkhouas (TUN) |
| 11 oktober Vriendschappelijk № 569 «onderlinge duels» 20:00 uur | Issam El Adoua 50' |       | 9' Tokelo Rantie | Stade Adrar, Agadir Toeschouwers: 44.000 Scheidsrechter: Slim Belkhouas (TUN) |

### 2014
| African Championship of Nations 2014 |
| ------------------------------------ |

|                                                                                       |          |       |         |                                                                                   |
| 12 januari African Championship of Nations Groep B № 570 «onderlinge duels» 17:00 uur | Zimbabwe | 0 – 0 | Marokko | Athlonestadion, Kaapstad Toeschouwers: 4.000 Scheidsrechter: Bamlak Tessema (ETH) |
| 12 januari African Championship of Nations Groep B № 570 «onderlinge duels» 17:00 uur |          |       |         | Athlonestadion, Kaapstad Toeschouwers: 4.000 Scheidsrechter: Bamlak Tessema (ETH) |

|                                                                                       |                        |       |                    |                                                                                    |
| 16 januari African Championship of Nations Groep B № 571 «onderlinge duels» 20:00 uur | Burkina Faso           | 1 – 1 | Marokko            | Athlonestadion, Kaapstad Toeschouwers: 3.000 Scheidsrechter: Mahamadou Keita (MLI) |
| 16 januari African Championship of Nations Groep B № 571 «onderlinge duels» 20:00 uur | Bassirou Ouédraogo 88' |       | 1' Brahim El Bahri | Athlonestadion, Kaapstad Toeschouwers: 3.000 Scheidsrechter: Mahamadou Keita (MLI) |

|                                                                                       |                                                                    |       |                   |                                                                                    |
| 20 januari African Championship of Nations Groep B № 572 «onderlinge duels» 19:00 uur | Marokko                                                            | 3 – 1 | Oeganda           | Groenpuntstadion, Kaapstad Toeschouwers: 2.500 Scheidsrechter: Janny Sikazwe (ZAM) |
| 20 januari African Championship of Nations Groep B № 572 «onderlinge duels» 19:00 uur | Abdessamad Rafik 29' Mouhcine Iajour 77' Abdelkabir El Ouadi 90+3' |       | 59' Yunus Sentamu | Groenpuntstadion, Kaapstad Toeschouwers: 2.500 Scheidsrechter: Janny Sikazwe (ZAM) |

|                                                                                           |                                                                                 |       |                                                                   |                                                                                      |
| 25 januari African Championship of Nations Kwartfinale № 573 «onderlinge duels» 16:00 uur | Nigeria                                                                         | 4 – 3 | Marokko                                                           | Groenpuntstadion, Kaapstad Toeschouwers: 8.000 Scheidsrechter: Bernard Camille (SEY) |
| 25 januari African Championship of Nations Kwartfinale № 573 «onderlinge duels» 16:00 uur | Ugonna Uzochuckwu 49' biu Ali 56' Ejike Uzoenyi 90' Abubakar Aliyu Ibrahim 111' |       | 33' Mouhcine Moutouali 37' Mouhcine Iajour 40' Mouhcine Moutouali | Groenpuntstadion, Kaapstad Toeschouwers: 8.000 Scheidsrechter: Bernard Camille (SEY) |

|  |  |  |  |  |  |  |  |  |

|                                                              |                             |       |                   |                                                                   |
| 5 maart Vriendschappelijk № 574 «onderlinge duels» 18:00 uur | Marokko                     | 1 – 1 | Gabon             | Stade de Marrakech, Marrakesh Scheidsrechter: Badara Diatta (SEN) |
| 5 maart Vriendschappelijk № 574 «onderlinge duels» 18:00 uur | Youssef El-Arabi 27' (pen.) |       | 61' Malick Evouna | Stade de Marrakech, Marrakesh Scheidsrechter: Badara Diatta (SEN) |

|                                                             |            |                                                                                      |         |                                                             |
| 23 mei Vriendschappelijk № 575 «onderlinge duels» 19:00 uur | Mozambique | 0 – 4                                                                                | Marokko | Estádio de São Luís, Faro Scheidsrechter: Hugo Miguel (POR) |
| 23 mei Vriendschappelijk № 575 «onderlinge duels» 19:00 uur |            | 29' Omar El Kaddouri 36' Youssef El-Arabi 71' Aatif Chahechouhe 88' Youssef El-Arabi |         | Estádio de São Luís, Faro Scheidsrechter: Hugo Miguel (POR) |

|                                                             |                     |       |         |                                                                                |
| 28 mei Vriendschappelijk № 576 «onderlinge duels» 19:00 uur | Angola              | 2 – 0 | Marokko | Estádio de São Luís, Faro Toeschouwers: 400 Scheidsrechter: Duarte Gomes (POR) |
| 28 mei Vriendschappelijk № 576 «onderlinge duels» 19:00 uur | Bastos 50' Yano 88' |       |         | Estádio de São Luís, Faro Toeschouwers: 400 Scheidsrechter: Duarte Gomes (POR) |

|                                                             |                                          |       |         |                                                                                    |
| 6 juni Vriendschappelijk № 577 «onderlinge duels» 16:00 uur | Rusland                                  | 2 – 0 | Marokko | Lokomotivstadion, Moskou Toeschouwers: 10.000 Scheidsrechter: Pavel Královec (CZE) |
| 6 juni Vriendschappelijk № 577 «onderlinge duels» 16:00 uur | Vasili Berezoetski 29' Joeri Zjirkov 58' |       |         | Lokomotivstadion, Moskou Toeschouwers: 10.000 Scheidsrechter: Pavel Královec (CZE) |

|                                                                  |         |       |       |                                                                                      |
| 3 september Vriendschappelijk № 578 «onderlinge duels» 19:00 uur | Marokko | 0 – 0 | Qatar | Stade Mohammed V, Casablanca Toeschouwers: 9.500 Scheidsrechter: Boubou Traore (MLI) |
| 3 september Vriendschappelijk № 578 «onderlinge duels» 19:00 uur |         |       |       | Stade Mohammed V, Casablanca Toeschouwers: 9.500 Scheidsrechter: Boubou Traore (MLI) |

|                                                                  |                                                                      |       |       |                                                                         |
| 7 september Vriendschappelijk № 579 «onderlinge duels» 19:00 uur | Marokko                                                              | 3 – 0 | Libië | Stade de Marrakech, Marrakech Scheidsrechter: Mohamed Ben Hassana (TUN) |
| 7 september Vriendschappelijk № 579 «onderlinge duels» 19:00 uur | Younès Belhanda 42' (pen.) Abdelaziz Barrada 55' Mouhcine Iajour 88' |       |       | Stade de Marrakech, Marrakech Scheidsrechter: Mohamed Ben Hassana (TUN) |

|                                                                |                                                                                                 |       |                               |                                                                                         |
| 9 oktober Vriendschappelijk № 580 «onderlinge duels» 19:00 uur | Marokko                                                                                         | 4 – 0 | Centraal-Afrikaanse Republiek | Stade de Marrakech, Marrakech Toeschouwers: 31.728 Scheidsrechter: Abou Coulibaly (CIV) |
| 9 oktober Vriendschappelijk № 580 «onderlinge duels» 19:00 uur | Abderrazak Hamdallah 34' Abderrazak Hamdallah 41' Omar El Kaddouri 57' Abderrazak Hamdallah 67' |       |                               | Stade de Marrakech, Marrakech Toeschouwers: 31.728 Scheidsrechter: Abou Coulibaly (CIV) |

|                                                                 |                                                                     |       |       |                                                                                         |
| 13 oktober Vriendschappelijk № 581 «onderlinge duels» 19:00 uur | Marokko                                                             | 3 – 0 | Kenia | Stade de Marrakech, Marrakech Toeschouwers: 5.000 Scheidsrechter: Malang Diedhiou (SEN) |
| 13 oktober Vriendschappelijk № 581 «onderlinge duels» 19:00 uur | El Mehdi Karnass 77' Mbark Boussoufa 86' (pen.) Mouhcine Iajour 89' |       |       | Stade de Marrakech, Marrakech Toeschouwers: 5.000 Scheidsrechter: Malang Diedhiou (SEN) |

|                                                                  | |       |                  |                     |
| 13 november Vriendschappelijk № 582 «onderlinge duels» 19:00 uur | Marokko | 6 – 1 | Benin            | Stade Adrar, Agadir |
| 13 november Vriendschappelijk № 582 «onderlinge duels» 19:00 uur | Nordin Amrabat 7' Abderrazak Hamdallah 28' Omar El Kaddouri 31' Ayoub El Khaliqi 60' Abderrazak Hamdallah 81' Marouane Chamakh 90' |       | 45' Rudy Gestede | Stade Adrar, Agadir |

|                                                                  |         |       |        |                     |
| 14 november Vriendschappelijk № 583 «onderlinge duels» 19:00 uur | Marokko | 0 – 0 | Rwanda | Stade Adrar, Agadir |
| 14 november Vriendschappelijk № 583 «onderlinge duels» 19:00 uur |         |       |        | Stade Adrar, Agadir |

|                                                                  |                                                |       |                    |                     |
| 16 november Vriendschappelijk № 584 «onderlinge duels» 19:00 uur | Marokko                                        | 2 – 1 | Zimbabwe           | Stade Adrar, Agadir |
| 16 november Vriendschappelijk № 584 «onderlinge duels» 19:00 uur | Oussama Assaidi 64' Mouhcine Iajour 79' (pen.) |       | 19' Macauley Bonne | Stade Adrar, Agadir |

### 2015
|                                                               |         |                           |         |                                                                                |
| 28 maart Vriendschappelijk № 585 «onderlinge duels» 20:00 uur | Marokko | 0 – 1                     | Uruguay | Stade Adrar, Agadir Toeschouwers: 58.000 Scheidsrechter: Malang Diedhiou (SEN) |
| 28 maart Vriendschappelijk № 585 «onderlinge duels» 20:00 uur |         | 51' (pen.) Edinson Cavani |         | Stade Adrar, Agadir Toeschouwers: 58.000 Scheidsrechter: Malang Diedhiou (SEN) |

|                                                                         |                      |       |       |                                                          |
| 12 juni Kwalificatie AK 2017 Groep F № 586 «onderlinge duels» 20:00 uur | Marokko              | 1 – 0 | Libië | Stade Adrar, Agadir Scheidsrechter: William Agbovi (GHA) |
| 12 juni Kwalificatie AK 2017 Groep F № 586 «onderlinge duels» 20:00 uur | Omar El Kaddouri 50' |       |       | Stade Adrar, Agadir Scheidsrechter: William Agbovi (GHA) |

|                                                                   |                      |       |                   |                                                                                         |
| 15 juni Kwalificatie CHAN 2016 № 587 «onderlinge duels» 20:00 uur | Marokko              | 1 – 1 | Tunesië           | Stade Mohammed V, Casablanca Toeschouwers: 15.000 Scheidsrechter: Ousmane Karembe (MLI) |
| 15 juni Kwalificatie CHAN 2016 № 587 «onderlinge duels» 20:00 uur | Abdelilah Hafidi 68' |       | 39' Karim Aouadhi | Stade Mohammed V, Casablanca Toeschouwers: 15.000 Scheidsrechter: Ousmane Karembe (MLI) |

|                                                                   |                                                               |       |       |                                                                                         |
| 21 juni Kwalificatie CHAN 2016 № 588 «onderlinge duels» 22:00 uur | Marokko                                                       | 3 – 0 | Libië | Stade Mohammed V, Casablanca Toeschouwers: 20.000 Scheidsrechter: Wadeed El Fatih (SUD) |
| 21 juni Kwalificatie CHAN 2016 № 588 «onderlinge duels» 22:00 uur | Mouhcine Iajour 16' Abdelilah Hafidi 41' Merouane Saâdane 73' |       |       | Stade Mohammed V, Casablanca Toeschouwers: 20.000 Scheidsrechter: Wadeed El Fatih (SUD) |

|                                                                       |                      |                                                         |         |                                                                   |
| 5 september Kwalificatie CHAN 2016 № 589 «onderlinge duels» 15:30 uur | Sao Tomé en Principe | 0 – 3                                                   | Marokko | Estádio 12 de Julho, São Tomé Scheidsrechter: Wiish Yabarow (SOM) |
| 5 september Kwalificatie CHAN 2016 № 589 «onderlinge duels» 15:30 uur |                      | 35' Nordin Amrabat 39' Youssef El-Arabi 42' Nabil Dirar |         | Estádio 12 de Julho, São Tomé Scheidsrechter: Wiish Yabarow (SOM) |

|                                                                |         |                    |           | |
| 9 oktober Vriendschappelijk № 590 «onderlinge duels» 19:00 uur | Marokko | 0 – 1              | Ivoorkust | Adokiye Amiesimakastadion, Port Harcourt Toeschouwers: 22.000 Scheidsrechter: Youssef Sraïri (TUN) |
| 9 oktober Vriendschappelijk № 590 «onderlinge duels» 19:00 uur |         | 60' Seydou Doumbia |           | Adokiye Amiesimakastadion, Port Harcourt Toeschouwers: 22.000 Scheidsrechter: Youssef Sraïri (TUN) |

|                                                                 |                      |       |                     |                                                                                 |
| 12 oktober Vriendschappelijk № 591 «onderlinge duels» 19:00 uur | Marokko              | 1 – 1 | Guinee              | Stade Adrar, Agadir Toeschouwers: 10.000 Scheidsrechter: Maguette N'Diaye (SEN) |
| 12 oktober Vriendschappelijk № 591 «onderlinge duels» 19:00 uur | Omar El Kaddouri 23' |       | 21' Mohamed Yattara | Stade Adrar, Agadir Toeschouwers: 10.000 Scheidsrechter: Maguette N'Diaye (SEN) |

|                                                                      |       |                                                                                          |         |                                                                    |
| 22 oktober Kwalificatie CHAN 2016 № 592 «onderlinge duels» 18:00 uur | Libië | 0 – 4                                                                                    | Marokko | Stade Olympique de Radès, Radès Scheidsrechter: Daouda Gueye (SEN) |
| 22 oktober Kwalificatie CHAN 2016 № 592 «onderlinge duels» 18:00 uur |       | 26' Abdessalam Benjelloun 39' Abdessamad Lembarki 84' Rachid Housni 90+4' Ouamed Ounajem |         | Stade Olympique de Radès, Radès Scheidsrechter: Daouda Gueye (SEN) |

|                                                                      |                                |       |                                                                           |                                                                           |
| 25 oktober Kwalificatie CHAN 2016 № 593 «onderlinge duels» 17:00 uur | Tunesië                        | 2 – 3 | Marokko                                                                   | Stade Olympique de Radès, Radès Scheidsrechter: Ibrahim Nour El Din (EGY) |
| 25 oktober Kwalificatie CHAN 2016 № 593 «onderlinge duels» 17:00 uur | Ali Mechani 28' Saad Bguir 80' |       | 20' Abdeladim Khadrouf 70' (pen.) Abderrahim Achchakir 84' Ouamed Ounajem | Stade Olympique de Radès, Radès Scheidsrechter: Ibrahim Nour El Din (EGY) |

|                                                                                  |                                        |       |                    |                                                                               |
| 12 november Kwalificatie WK 2018 Tweede ronde № 594 «onderlinge duels» 19:00 uur | Marokko                                | 2 – 0 | Equatoriaal-Guinea | Stade Adrar, Agadir Toeschouwers: 32.000 Scheidsrechter: Daniel Bennett (RSA) |
| 12 november Kwalificatie WK 2018 Tweede ronde № 594 «onderlinge duels» 19:00 uur | Youssef El-Arabi 30' Yacine Bammou 66' |       |                    | Stade Adrar, Agadir Toeschouwers: 32.000 Scheidsrechter: Daniel Bennett (RSA) |

|                                                                                  |                    |       |         |                                                                                |
| 15 november Kwalificatie WK 2018 Tweede ronde № 595 «onderlinge duels» 16:00 uur | Equatoriaal-Guinea | 1 – 0 | Marokko | Estadio de Bata, Bata Toeschouwers: 20.000 Scheidsrechter: Janny Sikazwe (ZAM) |
| 15 november Kwalificatie WK 2018 Tweede ronde № 595 «onderlinge duels» 16:00 uur | Igor Engonga 14'   |       |         | Estadio de Bata, Bata Toeschouwers: 20.000 Scheidsrechter: Janny Sikazwe (ZAM) |

### 2016
| African Championship of Nations 2016 |
| ------------------------------------ |

|                                                                                       |       |       |         |                                                                                  |
| 16 januari African Championship of Nations Groep A № 596 «onderlinge duels» 16:00 uur | Gabon | 0 – 0 | Marokko | Amahorostadion, Kigali Toeschouwers: 19.000 Scheidsrechter: Joseph Lamptey (GHA) |
| 16 januari African Championship of Nations Groep A № 596 «onderlinge duels» 16:00 uur |       |       |         | Amahorostadion, Kigali Toeschouwers: 19.000 Scheidsrechter: Joseph Lamptey (GHA) |

|                                                                            |         |                          |           |                                                             |
| 20 januari African Championship Groep A № 597 «onderlinge duels» 18:00 uur | Marokko | 0 – 1                    | Ivoorkust | Amahorostadion, Kigali Scheidsrechter: Tessema Bamlak (ETH) |
| 20 januari African Championship Groep A № 597 «onderlinge duels» 18:00 uur |         | 45' (pen.) Yannick Zakri |           | Amahorostadion, Kigali Scheidsrechter: Tessema Bamlak (ETH) |

|                                                                            |                                                                                       |       |                         |                                                              |
| 24 januari African Championship Groep A № 598 «onderlinge duels» 16:00 uur | Marokko                                                                               | 4 – 1 | Rwanda                  | Amahorostadion, Kigali Scheidsrechter: Mahamadou Keita (MLI) |
| 24 januari African Championship Groep A № 598 «onderlinge duels» 16:00 uur | Abdelghani Mouaoui 16' Mohamed Aziz 24' Abdeladim Khadrouf 39' Abdelghani Mouaoui 44' |       | 27' Heriman Ngomirakiza | Amahorostadion, Kigali Scheidsrechter: Mahamadou Keita (MLI) |

|  |  |  |  |  |  |  |  |  |

|                                                                          |            |                      |         |                                                            |
| 26 maart Kwalificatie AK 2017 Groep F № 599 «onderlinge duels» 15:00 uur | Kaapverdië | 0 – 1                | Marokko | Estádio da Várzea, Praia Scheidsrechter: Sidi Alioum (CMR) |
| 26 maart Kwalificatie AK 2017 Groep F № 599 «onderlinge duels» 15:00 uur |            | 26' Youssef El-Arabi |         | Estádio da Várzea, Praia Scheidsrechter: Sidi Alioum (CMR) |

|                                                                          |                                                  |       |            |                                                                     |
| 29 maart Kwalificatie AK 2017 Groep F № 600 «onderlinge duels» 19:00 uur | Marokko                                          | 2 – 0 | Kaapverdië | Stade de Marrakech, Marrakech Scheidsrechter: Mahamadou Keita (MLI) |
| 29 maart Kwalificatie AK 2017 Groep F № 600 «onderlinge duels» 19:00 uur | Youssef El-Arabi 56' (pen.) Youssef El-Arabi 60' |       |            | Stade de Marrakech, Marrakech Scheidsrechter: Mahamadou Keita (MLI) |

|                                                             |                                         |       |                   |                                                       |
| 27 mei Vriendschappelijk № 601 «onderlinge duels» 18:00 uur | Marokko                                 | 2 – 0 | Congo-Brazzaville | Stade de Tanger, Tanger Scheidsrechter: Issa Sy (SEN) |
| 27 mei Vriendschappelijk № 601 «onderlinge duels» 18:00 uur | Hakim Ziyech 4' Hakim Ziyech 55' (pen.) |       |                   | Stade de Tanger, Tanger Scheidsrechter: Issa Sy (SEN) |

|                                                                        |                       |       |                 |                                                                        |
| 3 juni Kwalificatie AK 2017 Groep F № 602 «onderlinge duels» 19:00 uur | Libië                 | 1 – 1 | Marokko         | Stade Olympique de Radès, Radès Scheidsrechter: Youssef Essrayri (TUN) |
| 3 juni Kwalificatie AK 2017 Groep F № 602 «onderlinge duels» 19:00 uur | Sanad El Werfelli 90' |       | 38' Nabil Dirar | Stade Olympique de Radès, Radès Scheidsrechter: Youssef Essrayri (TUN) |

|                                                                  |         |       |         |                                                               |
| 31 augustus Vriendschappelijk № 603 «onderlinge duels» 19:30 uur | Albanië | 0 – 0 | Marokko | Loro Boriçi Stadiumi, Shkodër Scheidsrechter: Matej Jug (SLO) |
| 31 augustus Vriendschappelijk № 603 «onderlinge duels» 19:30 uur |         |       |         | Loro Boriçi Stadiumi, Shkodër Scheidsrechter: Matej Jug (SLO) |

|                                                                             |                                             |       |                      |                                                                |
| 4 september Kwalificatie AK 2017 Groep F № 604 «onderlinge duels» 19:00 uur | Marokko                                     | 2 – 0 | Sao Tomé en Principe | Stade Moulay Abdellah, Rabat Scheidsrechter: Fidel Gomes (GBS) |
| 4 september Kwalificatie AK 2017 Groep F № 604 «onderlinge duels» 19:00 uur | Hakim Ziyech 55' (pen.) Aziz Bouhaddouz 83' |       |                      | Stade Moulay Abdellah, Rabat Scheidsrechter: Fidel Gomes (GBS) |

|                                                                           |       |       |         |                                                                                                  |
| 8 oktober Kwalificatie WK 2018 Groep C № 605 «onderlinge duels» 15:00 uur | Gabon | 0 – 0 | Marokko | Stade de Franceville, Franceville Toeschouwers: 16.000 Scheidsrechter: Hamada Nampiandraza (MAD) |
| 8 oktober Kwalificatie WK 2018 Groep C № 605 «onderlinge duels» 15:00 uur |       |       |         | Stade de Franceville, Franceville Toeschouwers: 16.000 Scheidsrechter: Hamada Nampiandraza (MAD) |

|                                                                 |                                                                                              |       |        | |
| 11 oktober Vriendschappelijk № 606 «onderlinge duels» 20:00 uur | Marokko                                                                                      | 4 – 0 | Canada | Stade de Marrakech, Marrakech Toeschouwers: 8.000 Scheidsrechter: Mohammed Abdulla Hassan Mohammed (VAE) |
| 11 oktober Vriendschappelijk № 606 «onderlinge duels» 20:00 uur | Mehdi Carcela-Gonzalez 12' Hakim Ziyech 65' (pen.) Hakim Ziyech 81' (pen.) Rachid Alioui 87' |       |        | Stade de Marrakech, Marrakech Toeschouwers: 8.000 Scheidsrechter: Mohammed Abdulla Hassan Mohammed (VAE) |

|                                                                             |         |       |           |                                                                     |
| 12 november Kwalificatie WK 2018 Groep C № 607 «onderlinge duels» 19:00 uur | Marokko | 0 – 0 | Ivoorkust | Stade de Marrakech, Marrakech Scheidsrechter: Bernard Camille (SEY) |
| 12 november Kwalificatie WK 2018 Groep C № 607 «onderlinge duels» 19:00 uur |         |       |           | Stade de Marrakech, Marrakech Scheidsrechter: Bernard Camille (SEY) |

|                                                                  |                                       |       |                |                                                                                               |
| 15 november Vriendschappelijk № 608 «onderlinge duels» 19:00 uur | Marokko                               | 2 – 1 | Togo           | Stade de Marrakech, Marrakech Toeschouwers: 4.000 Scheidsrechter: Abdulrahman Al-Jassim (QAT) |
| 15 november Vriendschappelijk № 608 «onderlinge duels» 19:00 uur | Khalid Boutaïb 17' Khalid Boutaïb 58' |       | 9' Floyd Ayité | Stade de Marrakech, Marrakech Toeschouwers: 4.000 Scheidsrechter: Abdulrahman Al-Jassim (QAT) |

### 2017
|                                                                |         |                    |         |                                                                                                  |
| 9 januari Vriendschappelijk № 609 «onderlinge duels» 17:00 uur | Marokko | 0 – 1              | Finland | Tahnoun bin Mohammedstadion, Al Ain Toeschouwers: 3.800 Scheidsrechter: Sultan Al-Marzooqi (VAE) |
| 9 januari Vriendschappelijk № 609 «onderlinge duels» 17:00 uur |         | 45+1' Juhani Ojala |         | Tahnoun bin Mohammedstadion, Al Ain Toeschouwers: 3.800 Scheidsrechter: Sultan Al-Marzooqi (VAE) |

| Afrikaans kampioenschap |
| ----------------------- |

|                                                                               |                      |       |         |                                                              |
| 16 januari Afrikaans kampioenschap Groep C № 610 «onderlinge duels» 20:00 uur | Congo-Kinshasa       | 1 – 0 | Marokko | Stade d'Oyem, Oyem Scheidsrechter: Hamada Nampiandraza (MAD) |
| 16 januari Afrikaans kampioenschap Groep C № 610 «onderlinge duels» 20:00 uur | Junior Kabananga 55' |       |         | Stade d'Oyem, Oyem Scheidsrechter: Hamada Nampiandraza (MAD) |

|                                                                               |                                                            |       |                    |                                                          |
| 20 januari Afrikaans kampioenschap Groep C № 611 «onderlinge duels» 20:00 uur | Marokko                                                    | 3 – 1 | Togo               | Stade d'Oyem, Oyem Scheidsrechter: Mahamadou Keita (MLI) |
| 20 januari Afrikaans kampioenschap Groep C № 611 «onderlinge duels» 20:00 uur | Aziz Bouhaddouz 14' Romain Saïss 21' Youssef En-Nesyri 72' |       | 5' Mathieu Dossevi | Stade d'Oyem, Oyem Scheidsrechter: Mahamadou Keita (MLI) |

|                                                                               |                   |       |           |                                                      |
| 24 januari Afrikaans kampioenschap Groep C № 612 «onderlinge duels» 20:00 uur | Marokko           | 1 – 0 | Ivoorkust | Stade d'Oyem, Oyem Scheidsrechter: Sidi Alioum (CMR) |
| 24 januari Afrikaans kampioenschap Groep C № 612 «onderlinge duels» 20:00 uur | Rachid Alioui 64' |       |           | Stade d'Oyem, Oyem Scheidsrechter: Sidi Alioum (CMR) |

|                                                                                   |             |       |         |                                                                            |
| 29 januari Afrikaans kampioenschap Kwartfinale № 613 «onderlinge duels» 20:00 uur | Egypte      | 1 – 0 | Marokko | Stade de Port-Gentil, Port-Gentil Scheidsrechter: Eric Otogo-Castane (GAB) |
| 29 januari Afrikaans kampioenschap Kwartfinale № 613 «onderlinge duels» 20:00 uur | Kahraba 88' |       |         | Stade de Port-Gentil, Port-Gentil Scheidsrechter: Eric Otogo-Castane (GAB) |

|  |  |  |  |  |  |  |  |  |

|                                                               |                                     |       |              |                                                                                          |
| 24 maart Vriendschappelijk № 614 «onderlinge duels» 21:00 uur | Marokko                             | 2 – 0 | Burkina Faso | Stade de Marrakech, Marrakesh Toeschouwers: 9.000 Scheidsrechter: Youssef Essrayri (TUN) |
| 24 maart Vriendschappelijk № 614 «onderlinge duels» 21:00 uur | Fayçal Fajr 35' Aziz Bouhaddouz 64' |       |              | Stade de Marrakech, Marrakesh Toeschouwers: 9.000 Scheidsrechter: Youssef Essrayri (TUN) |

|                                                               |                         |       |         |                                                                                 |
| 28 maart Vriendschappelijk № 615 «onderlinge duels» 20:00 uur | Marokko                 | 1 – 0 | Tunesië | Stade de Marrakech, Marrakesh Toeschouwers: 7.000 Scheidsrechter: Issa Sy (SEN) |
| 28 maart Vriendschappelijk № 615 «onderlinge duels» 20:00 uur | Hamza Younès 14' (e.d.) |       |         | Stade de Marrakech, Marrakesh Toeschouwers: 7.000 Scheidsrechter: Issa Sy (SEN) |

|                                                             |         |                                       |           |                                                                                          |
| 31 mei Vriendschappelijk № 616 «onderlinge duels» 20:00 uur | Marokko | 1 – 2                                 | Nederland | Stade de Marrakech, Marrakesh Toeschouwers: 25.000 Scheidsrechter: Mahamadou Kéïta (MLI) |
| 31 mei Vriendschappelijk № 616 «onderlinge duels» 20:00 uur |         | 22' Quincy Promes 68' Vincent Janssen |           | Stade de Marrakech, Marrakesh Toeschouwers: 25.000 Scheidsrechter: Mahamadou Kéïta (MLI) |

|                                                                         |                       |       |         | |
| 10 juni Kwalificatie AK 2019 Groep B № 617 «onderlinge duels» 15:00 uur | Kameroen              | 1 – 0 | Marokko | Stade Mustapha Ben Jannet, Monastir Toeschouwers: onbekend Scheidsrechter: Bamlak Tessema Weyesa (ETH) |
| 10 juni Kwalificatie AK 2019 Groep B № 617 «onderlinge duels» 15:00 uur | Vincent Aboubakar 29' |       |         | Stade Mustapha Ben Jannet, Monastir Toeschouwers: onbekend Scheidsrechter: Bamlak Tessema Weyesa (ETH) |

|                                                                  |                           |       |                 |                                                                                          |
| 13 augustus Vriendschappelijk № 618 «onderlinge duels» 20:00 uur | Egypte                    | 1 – 1 | Marokko         | Alexandrië Stadion, Alexandrië Toeschouwers: onbekend Scheidsrechter: Mohamed Omar (LBY) |
| 13 augustus Vriendschappelijk № 618 «onderlinge duels» 20:00 uur | Ahmed El Sheikh 4' (pen.) |       | 52' Badr Benoun | Alexandrië Stadion, Alexandrië Toeschouwers: onbekend Scheidsrechter: Mohamed Omar (LBY) |

|                                                                    |                                                                   |       |                   |                                                                |
| 18 augustus AK-kwalificatie № 619 «onderlinge duels» 20:00 (UTC+1) | Marokko                                                           | 3 – 1 | Egypte            | Stade Moulay Abdallah, Rabat Scheidsrechter: Sadok Selmi (TUN) |
| 18 augustus AK-kwalificatie № 619 «onderlinge duels» 20:00 (UTC+1) | Jawad El Yamiq 51' Abderrahim Makran 54' Badr Belhrouz 70' (pen.) |       | 86' Hossam Hassan | Stade Moulay Abdallah, Rabat Scheidsrechter: Sadok Selmi (TUN) |

|                                                                             | |       |      |                                                                                     |
| 1 september Kwalificatie WK 2018 Groep C № 620 «onderlinge duels» 21:00 uur | Marokko | 6 – 0 | Mali | Stade Moulay Abdallah, Rabat Toeschouwers: 42.000 Scheidsrechter: Sidi Alioum (CMR) |
| 1 september Kwalificatie WK 2018 Groep C № 620 «onderlinge duels» 21:00 uur | Hakim Ziyech 19' (pen.) Khalid Boutaïb 27' Hakim Ziyech 61' Achraf Hakimi 72' Fayçal Fajr 86' Mimoun Mahi 88' |       |      | Stade Moulay Abdallah, Rabat Toeschouwers: 42.000 Scheidsrechter: Sidi Alioum (CMR) |

|                                                                             |      |       |         |                                                                                         |
| 5 september Kwalificatie WK 2018 Groep C № 621 «onderlinge duels» 19:00 uur | Mali | 0 – 0 | Marokko | Stade du 26 Mars, Bamako Toeschouwers: 20.000 Scheidsrechter: Hamada Nampiandraza (MAD) |
| 5 september Kwalificatie WK 2018 Groep C № 621 «onderlinge duels» 19:00 uur |      |       |         | Stade du 26 Mars, Bamako Toeschouwers: 20.000 Scheidsrechter: Hamada Nampiandraza (MAD) |

|                                                                           |                                                          |       |       |                                                                                      |
| 7 oktober Kwalificatie WK 2018 Groep C № 622 «onderlinge duels» 20:00 uur | Marokko                                                  | 3 – 0 | Gabon | Stade Mohammed V, Casablanca Toeschouwers: 45.000 Scheidsrechter: Victor Gomes (RSA) |
| 7 oktober Kwalificatie WK 2018 Groep C № 622 «onderlinge duels» 20:00 uur | Khalid Boutaïb 38' Khalid Boutaïb 56' Khalid Boutaïb 71' |       |       | Stade Mohammed V, Casablanca Toeschouwers: 45.000 Scheidsrechter: Victor Gomes (RSA) |

|                                                                 |                            |       |                          |                                                                                 |
| 10 oktober Vriendschappelijk № 623 «onderlinge duels» 15:30 uur | Marokko                    | 3 – 1 | Zuid-Korea               | Tissot Arena, Biel/Bienne Toeschouwers: 2.550 Scheidsrechter: Alain Bieri (SUI) |
| 10 oktober Vriendschappelijk № 623 «onderlinge duels» 15:30 uur | Tannane 7', 11' Haddad 46' |       | 66' (pen.) Son Heung-min | Tissot Arena, Biel/Bienne Toeschouwers: 2.550 Scheidsrechter: Alain Bieri (SUI) |

|                                                                             |           |                                   |         |                                                                                                 |
| 11 november Kwalificatie WK 2018 Groep C № 624 «onderlinge duels» 17:30 uur | Ivoorkust | 0 – 2                             | Marokko | Stade Félix Houphouët-Boigny, Abidjan Toeschouwers: 32.000 Scheidsrechter: Bakary Gassama (GAM) |
| 11 november Kwalificatie WK 2018 Groep C № 624 «onderlinge duels» 17:30 uur |           | 24' Nabil Dirar 30' Mehdi Benatia |         | Stade Félix Houphouët-Boigny, Abidjan Toeschouwers: 32.000 Scheidsrechter: Bakary Gassama (GAM) |

### 2018
|                                                               |                                            |       |                 |                                                                                  |
| 23 maart Vriendschappelijk № 625 «onderlinge duels» 20:30 uur | Marokko                                    | 2 – 1 | Servië          | Olympisch Stadion, Turijn Toeschouwers: 15.700 Scheidsrechter: Marco Guida (ITA) |
| 23 maart Vriendschappelijk № 625 «onderlinge duels» 20:30 uur | Hakim Ziyech 29' (pen.) Khalid Boutaïb 40' |       | 37' Dušan Tadić | Olympisch Stadion, Turijn Toeschouwers: 15.700 Scheidsrechter: Marco Guida (ITA) |

|                                                             |         |       |          |                                                                                 |
| 31 mei Vriendschappelijk № 626 «onderlinge duels» 20:20 uur | Marokko | 0 – 0 | Oekraïne | Stade de Genève, Lancy Toeschouwers: 8.000 Scheidsrechter: Sandro Schärer (SUI) |
| 31 mei Vriendschappelijk № 626 «onderlinge duels» 20:20 uur |         |       |          | Stade de Genève, Lancy Toeschouwers: 8.000 Scheidsrechter: Sandro Schärer (SUI) |

|                                                             |                                        |       |                |                                                                                 |
| 4 juni Vriendschappelijk № 627 «onderlinge duels» 20:00 uur | Marokko                                | 2 – 1 | Slowakije      | Stade de Genève, Lancy Toeschouwers: 7.000 Scheidsrechter: Lionel Tschudi (SUI) |
| 4 juni Vriendschappelijk № 627 «onderlinge duels» 20:00 uur | Ayoub El Kaabi 64' Younès Belhanda 74' |       | 59' Ján Greguš | Stade de Genève, Lancy Toeschouwers: 7.000 Scheidsrechter: Lionel Tschudi (SUI) |

|                                                             |               |       |                                                                   |                                                                                 |
| 9 juni Vriendschappelijk № 628 «onderlinge duels» 18:00 uur | Estland       | 1 – 3 | Marokko                                                           | A. Le Coq Arena, Tallinn Toeschouwers: 3.754 Scheidsrechter: Marius Avram (ROM) |
| 9 juni Vriendschappelijk № 628 «onderlinge duels» 18:00 uur | Ats Purje 76' |       | 11' Younès Belhanda 38' (pen.) Hakim Ziyech 72' Youssef En-Nesyri | A. Le Coq Arena, Tallinn Toeschouwers: 3.754 Scheidsrechter: Marius Avram (ROM) |

|                                                                     |                                            |       |        |                                                                              |
| 8 september Kwalificatie AK 2019 № 631 «onderlinge duels» 21:00 uur | Marokko                                    | 3 – 0 | Malawi | Stade Mohammed V, Casablanca Scheidsrechter: Jean-Jacques Ndala Ngambo (COD) |
| 8 september Kwalificatie AK 2019 № 631 «onderlinge duels» 21:00 uur | Hakim Ziyech 3' Youssef En-Nesyri 42', 78' |       |        | Stade Mohammed V, Casablanca Scheidsrechter: Jean-Jacques Ndala Ngambo (COD) |

|                                                                    |                   |       |         |                                                                   |
| 13 oktober Kwalificatie AK 2019 № 632 «onderlinge duels» 19:00 uur | Marokko           | 1 – 0 | Comoren | Stade Mohammed V, Casablanca Scheidsrechter: Ali Lemghaifry (MAU) |
| 13 oktober Kwalificatie AK 2019 № 632 «onderlinge duels» 19:00 uur | Fayçal Fajr 90+7' |       |         | Stade Mohammed V, Casablanca Scheidsrechter: Ali Lemghaifry (MAU) |

|                                                                    |                                 |       |                                       |                                                                            |
| 16 oktober Kwalificatie AK 2019 № 633 «onderlinge duels» 15:00 uur | Comoren                         | 2 – 2 | Marokko                               | Stade Said Mohamed Cheikh, Mitsamiouli Scheidsrechter: Davies Omweno (KEN) |
| 16 oktober Kwalificatie AK 2019 № 633 «onderlinge duels» 15:00 uur | El Fardou Ben Nabouhane 8', 89' |       | Khalid Boutaïb 53' Nordin Amrabat 61' | Stade Said Mohamed Cheikh, Mitsamiouli Scheidsrechter: Davies Omweno (KEN) |

|                                                                     |                       |       |          |                                                                       |
| 16 november Kwalificatie AK 2019 № 634 «onderlinge duels» 20:00 uur | Marokko               | 2 – 0 | Kameroen | Stade Mohammed V, Casablanca Scheidsrechter: Eric Otogo-Castane (GAB) |
| 16 november Kwalificatie AK 2019 № 634 «onderlinge duels» 20:00 uur | Hakim Ziyech 54', 66' |       |          | Stade Mohammed V, Casablanca Scheidsrechter: Eric Otogo-Castane (GAB) |

|                                                                  |         |                       |         |                                                                                        |
| 20 november Vriendschappelijk № 635 «onderlinge duels» 18:00 uur | Tunesië | 0 – 1                 | Marokko | Olympisch Stadion, Radès Toeschouwers: 8.000 Scheidsrechter: Ibrahim Nour El Din (EGY) |
| 20 november Vriendschappelijk № 635 «onderlinge duels» 18:00 uur |         | Youssef En-Nesyri 41' |         | Olympisch Stadion, Radès Toeschouwers: 8.000 Scheidsrechter: Ibrahim Nour El Din (EGY) |

| WK 2018 |
| ------- |

|                                                            |         |                              |      |                                                                                              |
| 15 juni WK 2018 Groep A № 629 «onderlinge duels» 17:00 uur | Marokko | 0 – 1                        | Iran | Nieuwe Zenitstadion, Sint-Petersburg Toeschouwers: 62.548 Scheidsrechter: Cüneyt Çakır (TUR) |
| 15 juni WK 2018 Groep A № 629 «onderlinge duels» 17:00 uur |         | 90+4' (e.d.) Aziz Bouhaddouz |      | Nieuwe Zenitstadion, Sint-Petersburg Toeschouwers: 62.548 Scheidsrechter: Cüneyt Çakır (TUR) |

|                                                            |                      |       |         |                                                                                            |
| 20 juni WK 2018 Groep A № 629 «onderlinge duels» 15:00 uur | Portugal             | 1 – 0 | Marokko | Olympisch Stadion Loezjniki, Moskou Toeschouwers: 78.011 Scheidsrechter: Mark Geiger (USA) |
| 20 juni WK 2018 Groep A № 629 «onderlinge duels» 15:00 uur | Cristiano Ronaldo 4' |       |         | Olympisch Stadion Loezjniki, Moskou Toeschouwers: 78.011 Scheidsrechter: Mark Geiger (USA) |

|                                                            |                           |       |                                          |                                                                                       |
| 25 juni WK 2018 Groep B № 630 «onderlinge duels» 20:00 uur | Spanje                    | 2 – 2 | Marokko                                  | Arena Baltika, Kaliningrad Toeschouwers: 33.973 Scheidsrechter: Ravshan Irmatov (UZB) |
| 25 juni WK 2018 Groep B № 630 «onderlinge duels» 20:00 uur | Isco 19' Iago Aspas 90+1' |       | 14' Khalid Boutaïb 81' Youssef En-Nesyri | Arena Baltika, Kaliningrad Toeschouwers: 33.973 Scheidsrechter: Ravshan Irmatov (UZB) |

|  |  |  |  |  |  |  |  |  |

### 2019
|                                                              |        |       |         |                                                                                    |
| 22 maart Kwalificatie AK 2019 № «onderlinge duels» 15:00 uur | Malawi | 0 – 0 | Marokko | Bingu Nationaal Stadion, Lilongwe Scheidsrechter: Hélder Martins de Carvalho (ANG) |
| 22 maart Kwalificatie AK 2019 № «onderlinge duels» 15:00 uur |        |       |         | Bingu Nationaal Stadion, Lilongwe Scheidsrechter: Hélder Martins de Carvalho (ANG) |

| Afrikaans kampioenschap 2019 |
| ---------------------------- |

|                                                                             |                       |       |         |                                                                                   |
| 23 juni Afrikaans kampioenschap 2019 Groep D № «onderlinge duels» 16:30 uur | Marokko               | 1 – 0 | Namibië | Al-Salamstadion, Caïro Toeschouwers: 6.857 Scheidsrechter: Louis Hakizimana (RWA) |
| 23 juni Afrikaans kampioenschap 2019 Groep D № «onderlinge duels» 16:30 uur | Itamunua Keimuine 89' |       |         | Al-Salamstadion, Caïro Toeschouwers: 6.857 Scheidsrechter: Louis Hakizimana (RWA) |

FRMF · A-internationals · Bondscoaches · Marokkaans vrouwenelftal · Olympisch elftal · Lokaal · Marokko U23 · Marokko U21 · Marokko U20 · Marokko U19 · Marokko U18 · Marokko U17
1950 – 1959 ·
1960 – 1969 ·
1970 – 1979 ·
1980 – 1989 ·
1990 – 1999 ·
2000 – 2009 ·
2010 – 2019 ·
2020 − 2029
WK 1970 ·
WK 1986 ·
WK 1994 ·
WK 1998 ·
WK 2018 ·
WK 2022
OS 1964 ·
OS 1972 ·
OS 1984 ·
OS 1992 ·
OS 2000 ·
OS 2004 ·
OS 2012
1944 · 
1957 · 
1958 · 
1959 · 
1960 · 
1961 · 
1962 · 
1963 · 
1964 · 
1965 · 
1966 · 
1967 · 
1968 · 
1969 · 
1970 · 
1971 · 
1972 · 
1973 · 
1974 · 
1975 · 
1976 · 
1977 · 
1978 · 
1979 · 
1980 · 
1981 · 
1982 · 
1983 · 
1984 · 
1985 · 
1986 · 
1987 · 
1988 · 
1989 · 
1990 · 
1991 · 
1992 · 
1993 · 
1994 · 
1995 · 
1996 · 
1997 · 
1998 · 
1999 · 
2000 · 
2001 · 
2002 · 
2003 · 
2004 · 
2005 · 
2006 · 
2007 · 
2008 · 
2009 · 
2010 · 
2011 · 
2012 · 
2013 · 
2014 ·
2015 ·
2016 ·
2017 ·
2018 ·
2019 ·
2020 ·
2021 ·
2022 ·
2023 ·
2024
Albanië ·
Algerije ·
Angola ·
Argentinië ·
Armenië ·
Australië ·
Bahrein ·
België ·
Benin ·
Botswana ·
Brazilië ·
Bulgarije ·
Burkina Faso ·
Burundi ·
Canada ·
Centraal-Afrikaanse Republiek ·
Chili ·
China ·
Colombia ·
Comoren ·
Congo-Brazzaville ·
Congo-Kinshasa ·
Costa Rica ·
DDR ·
Denemarken ·
Duitsland ·
Egypte ·
Engeland ·
Equatoriaal-Guinea ·
Estland ·
Ethiopië ·
Finland ·
Frankrijk ·
Gabon ·
Gambia ·
Georgië ·
Ghana ·
Griekenland ·
Guinee ·
Guinee-Bissau ·
Hongkong ·
Ierland ·
India ·
Indonesië ·
Irak ·
Iran ·
Italië ·
Ivoorkust ·
Jamaica ·
Jemen ·
Joegoslavië ·
Jordanië ·
Kaapverdië ·
Kameroen ·
Kenia ·
Koeweit ·
Kroatië ·
Lesotho ·
Libanon ·
Liberia ·
Libië ·
Luxemburg ·
Malawi ·
Maleisië ·
Mali ·
Mauritanië ·
Mexico ·
Mozambique ·
Myanmar ·
Namibië ·
Nederland ·
Nieuw-Zeeland ·
Niger ·
Nigeria ·
Noord-Ierland ·
Noorwegen ·
Oeganda ·
Oekraïne ·
Oezbekistan ·
Oman ·
Palestina ·
Paraguay ·
Peru ·
Polen ·
Portugal ·
Qatar ·
Roemenië ·
Rusland ·
Rwanda ·
Saoedi-Arabië ·
Sao Tomé en Principe ·
Schotland ·
Senegal ·
Servië ·
Sierra Leone ·
Slowakije ·
Soedan ·
Somalië ·
Sovjet-Unie ·
Spanje ·
Syrië ·
Tanzania ·
Thailand ·
Togo ·
Trinidad en Tobago ·
Tsjechië ·
Tunesië ·
Uruguay ·
Verenigde Arabische Emiraten ·
Verenigde Staten ·
Zambia ·
Zimbabwe ·
Zuid-Afrika ·
Zuid-Jemen ·
Zuid-Korea ·
Zwitserland
België (2022) · 
Frankrijk (2022) ·
Iran (2018) · 
Kroatië (2022, 1) ·
Kroatië (2022, 2) ·
Portugal (2018) · 
Portugal (2022) ·
Spanje (2018) ·
Spanje (2022)
AFC-zone: Afghanistan · Australië · Bahrein · Bangladesh · Bhutan · Brunei · Cambodja · China · Chinees Taipei · Filipijnen · Guam · Hongkong · India · Indonesië · Iran · Irak · Japan · Jemen · Jordanië · Koeweit · Kirgizië · Laos · Libanon · Macau · Maleisië · Maldiven · Mongolië · Myanmar · Nepal · Noord-Korea · Oezbekistan · Oman · Oost-Timor · Pakistan · Palestina · Qatar · Saoedi-Arabië · Singapore · Sri Lanka · Syrië · Tadjikistan · Thailand · Turkmenistan · Verenigde Arabische Emiraten · Vietnam · Zuid-Korea

CAF-zone: Algerije · Angola · Benin · Botswana · Burkina Faso · Burundi · Centraal-Afrikaanse Republiek · Comoren · Congo-Brazzaville · Congo-Kinshasa · Djibouti · Egypte · Equatoriaal-Guinea · Eritrea · Ethiopië · Gabon · Gambia · Ghana · Guinee · Guinee-Bissau · Ivoorkust · Kaapverdië · Kameroen · Kenia · Lesotho · Liberia · Libië · Madagaskar · Malawi · Mali · Mauritanië · Mauritius · Marokko · Mozambique · Namibië · Niger · Nigeria · Oeganda · Rwanda · Sao Tomé en Principe · Senegal · Seychellen · Sierra Leone · Soedan · Somalië · Swaziland · Tanzania · Togo · Tsjaad · Tunesië · Zambia · Zimbabwe · Zuid-Afrika · Zuid-Soedan 

CONCACAF-zone: Amerikaanse Maagdeneilanden · Anguilla · Antigua en Barbuda · Aruba · Bahama's · Barbados · Belize · Bermuda · Britse Maagdeneilanden · Canada · Kaaimaneilanden · Costa Rica · Cuba · Curaçao · Dominica · Dominicaanse Republiek · El Salvador · Frans Guyana · Grenada · Guadeloupe · Guatemala · Guyana · Haïti · Honduras · Jamaica · Martinique · Mexico · Montserrat · 
Nicaragua · Panama · Puerto Rico · Saint Kitts en Nevis · Saint Lucia · Saint Vincent en de Grenadines · Sint Maarten · Suriname · Trinidad en Tobago · Turks- en Caicoseilanden · Verenigde Staten

CONMEBOL-zone: Argentinië · Bolivia · Brazilië · Chili · Colombia · Ecuador · Paraguay · Peru · Uruguay · Venezuela

OFC-zone: Amerikaans-Samoa · Cookeilanden · Fiji · Nieuw-Caledonië · Nieuw-Zeeland · Papoea-Nieuw-Guinea · Samoa · Salomoneilanden · Tahiti · Tonga · Vanuatu

UEFA-zone: Albanië · Andorra · Armenië · Azerbeidzjan · België · Bosnië en Herzegovina · Bulgarije · Cyprus · Denemarken · Duitsland · Engeland · Estland · Faeröer · Finland · Frankrijk · Georgië · Gibraltar · Griekenland · Hongarije · IJsland · Ierland · Israël · Italië · Kazachstan · Kosovo · Kroatië · Letland · Liechtenstein · Litouwen · Luxemburg · Macedonië · Malta · Moldavië · Montenegro · Nederland · Noord-Ierland · Noorwegen · Oekraïne · Oostenrijk · Polen · Portugal · Roemenië · Rusland · San Marino · Schotland · Servië · Slovenië · Slowakije · Spanje · Tsjechië · Turkije · Wales · Wit-Rusland · Zweden · Zwitserland